# Martinstraße 27/1 (Esslingen)

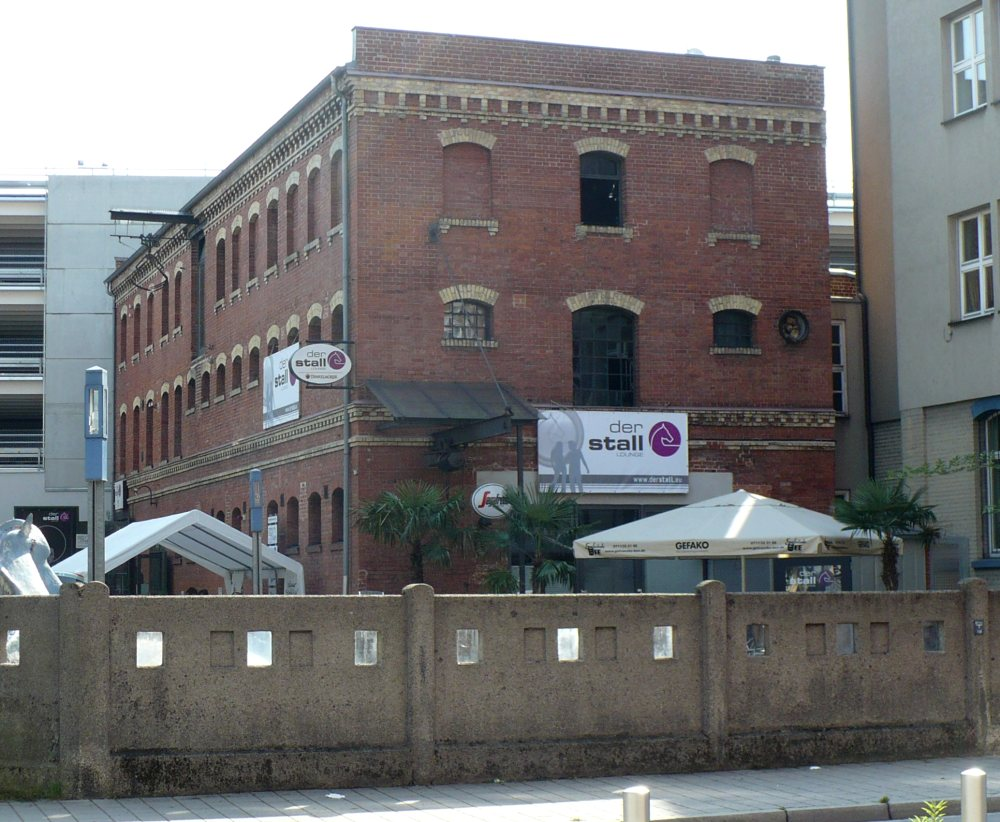
Ehemalige Pferdeställe, Martinstr. 27/1

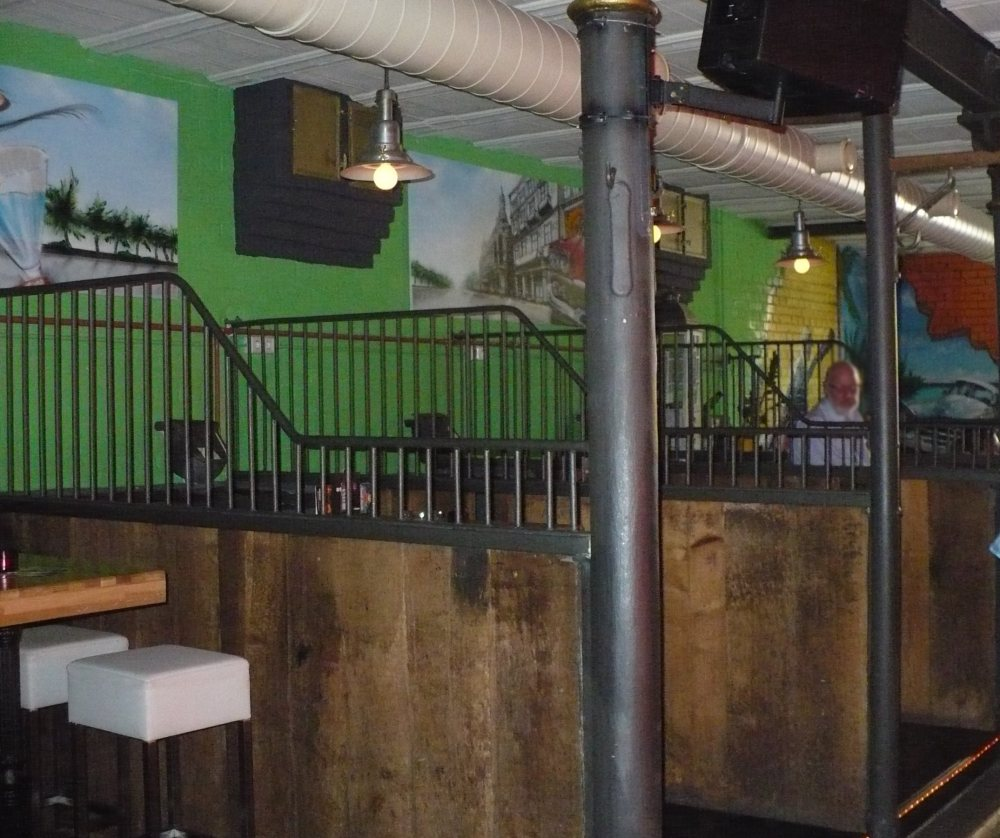
Bar im ehemaligen Pferdestall

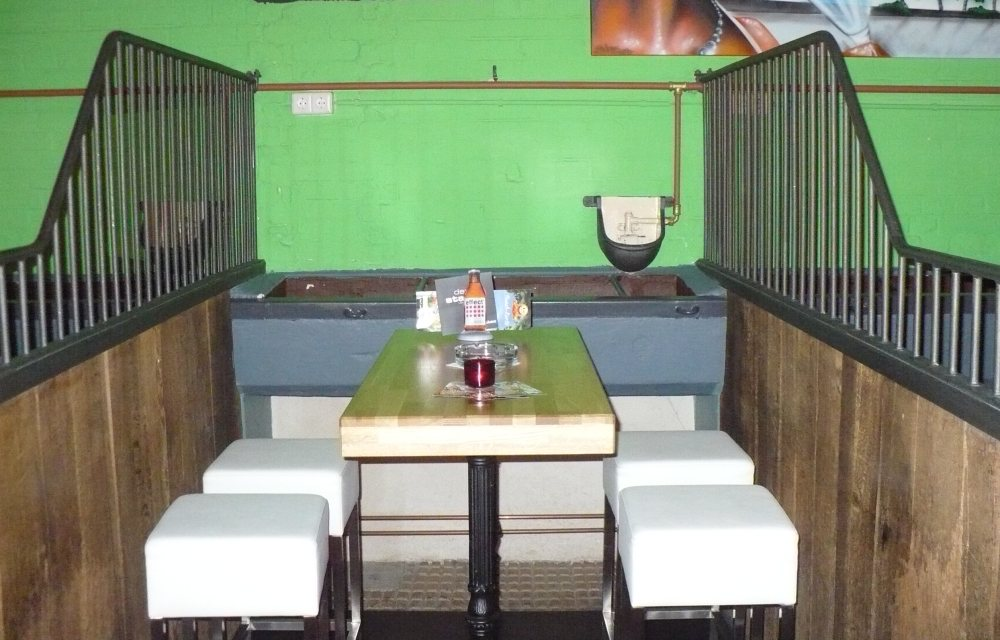
Blick in den ehemaligen Pferdestall

Das Bauwerk in der Martinstraße 27/1 in Esslingen am Neckar ist einer von wenigen erhalten gebliebenen doppelstöckigen Pferdeställen in Europa.

## Geschichte
Bauherr war der königliche Hofspediteur und Fuhrunternehmer August Blocher. Er ließ nach Plänen von Franz Schäffler in den Jahren 1900 bis 1909 einen dreigeschossigen Backsteinbau errichten, in dessen Erdgeschoss und erstem Obergeschoss jeweils 16 bis 20 Pferde untergebracht werden konnten, während das zweite Obergeschoss Hafer- und Geschirrkammer sowie einen Heuboden enthielt. Neben diesem Gebäude schloss sich auf der Westseite noch ein Werkstattbau, der auch eine Schmiede beherbergte, an. Dieser Teil des Ensembles wurde 1988 abgerissen.
Schon im frühen 20. Jahrhundert wurde das Erdgeschoss des Stallgebäudes zu einer Lkw-Garage umgebaut; heute wird es von einem Karnevalsverein genutzt. Die eichene Rampe, auf der die Pferde einst ins erste Obergeschoss gelangten, ist jedoch ebenso erhalten geblieben wie die Stalleinrichtung mit Boxen, Raufen, Belüftungsvorrichtungen etc. Auch die Einrichtung des zweiten Stocks blieb weitgehend original erhalten; von außen ist die einstige Funktion durch eine Ladeluke mit schwenkbarem Kran zu erkennen. Nach einer Restaurierung um das Jahr 2000 wurden in das oberste Geschoss ein Künstleratelier und Büros eingerichtet, im Pferdestall im ersten Stock befindet sich heute eine Cocktailbar mit je vier Plätzen pro Pferdebox. 
Blocher, dessen Unternehmen 1908 von Kuno Barth übernommen wurde, ließ auf seinem Areal auch eine Villa für sich errichten. Das Bauwerk mit der Adresse Martinstraße 27 wurde 1904 nach Plänen von Hermann Falch im Jugendstil errichtet und ist heute ebenfalls denkmalgeschützt. Das Anwesen wurde 1913 von Schäffler mit einer Einfriedung versehen. Die Jugendstilmauer aus Eisenbeton weist quadratische Fensteröffnungen auf.